# Нова Варош
Вижте пояснителната страница за други значения на Варош.
Нова Варош (на сръбски: Нова Варош) е град в Сърбия, Златиборски окръг, административен център на община Нова Варош.
Според последното преброяване от 2002 година населението на Нова Варош е 10 335 жители.

## Етнически групи
През 2002 г. населението на града е съставено от следните народности:
- сърби – 8416 души
- бошняци – 1028 души
- мюсюлмани по националност – 498 души